# Псорален
Псорале́н— вихідна сполука в сімействі природних органічних сполук, відомих як лінійні фуранокумарини. Він структурно споріднений з кумарином через додавання конденсованого фуранового кільця і може розглядатися як похідне умбеліферону.

## Розповсюдження
Псорален природним чином міститься в насінні Psoralea corylifolia, а також у звичайному інжирі, селері, петрушці, західноіндійському атласному дереві та в усіх цитрусових. Також в невеликих кількостях містяться в Ammi visnaga, Pastinaca sativa (Пастернак посівний), Petroselinum crispum (Петрушка кучерява), Levisticum officinale (Любисток лікарський), Foeniculum vulgare (Фенхель звичайний. Плоди та насіння), Daucus carota (Морква звичайна), Psoralea corylifolia (Бакучіол), Apium graveolens (Селера пахуча), олія бергамоту.

## Використання
Псорален є мутагеном і використовується з цією метою в дослідженнях молекулярної біології. Псорален проникає в ДНК і під впливом ультрафіолетового (УФ-А) випромінювання може утворювати моноадукти та ковалентні міжланцюгові перехресні зв'язки (ICL) з тимінами, переважно в місцях 5'-TpA в геномі, індукуючи апоптоз. Псорален-плюс УФ терапію (ПУФА) терапію можна використовувати для лікування гіперпроліферативних захворювань шкіри: псоріаз і певні види раку шкіри. Проте, саме лікування ПУФА призводить до вищого ризику раку шкіри.
Одним з найважливіших використань псоралену є ПУФА-терапія захворювань шкіри, таких як псоріаз і, меншою мірою, екзема та вітиліго. Спочатку наноситься псорален, щоб підвищити чутливість шкіри, а потім вона опромінюється УФ-випромінюванням. Псоралени також використовуються у фотофорезі, де їх змішують з екстрагованими лейкоцитами перед застосуванням УФ-випромінювання.
Попри фотоканцерогенні властивості, псорален використовувався як активатор засмаги в сонцезахисних кремах до 1996 року.  Псоралени використовувались в прискорювачах засмаги, оскільки псорален підвищує чутливість шкіри до світла. Деякі пацієнти страждали через втрату шкіри після сонячних ванн із псораленовмісними активаторами засмаги.  Пацієнти зі світлим кольором шкіри страждали на меланому у чотири рази частіше, ніж ті, хто має темну шкіру  Короткочасні побічні ефекти псораленів включають: нудоту, блювання, еритему, свербіж, відчуття сухості та болю у шкірі внаслідок фототоксичного пошкодження дермального нерва та можуть спричинити злоякісні новоутворення шкіри та статевих органів.
Додаткове застосування оптимізованих псораленів — інактивація патогенів у продуктах крові. Синтетичний амінопсорален (амотосален) HCl розроблено для інактивації інфекційних збудників (бактерій, вірусів, найпростіших) у тромбоцитарних і компонентах плазми крові, приготованих для трансфузійної підтримки пацієнтів. Перед клінічним використанням тромбоцити, оброблені амотосаленом, протестували та виявили, що вони є неканцерогенними при використанні мишачої моделі нокауту p53. Технологія наразі регулярно використовується в деяких європейських центрах крові та нещодавно була схвалена в США.

## Хімічні властивості та структура

### Властивості
Псорален вбудовується в подвійну спіраль ДНК, де він розташовується для утворення одного або кількох адуктів із сусідніми піримідиновими основами (переважно, тиміном) після збудження ультрафіолетом.
Кілька фізико-хімічних методів було використано для отримання констант зв'язування для взаємодії псоралену з ДНК. Класично два зразки псоралену та буферного розчину ДНК розділені напівпроникною мембраною; спорідненість псоралену з ДНК безпосередньо пов'язана з концентрацією псоралену в камері ДНК після досягнення рівноваги. Розчинність у воді важлива з двох причин: фармакокінетика, пов'язана з розчинністю ліків у крові та необхідність використання органічних розчинників (наприклад, ДМСО). Псоралени також можуть бути активовані опроміненням довгохвильовим ультрафіолетовим світлом. У той час як світло УФ-А-діапазону є клінічним стандартом, дослідження того, що УФ-Б є більш ефективним у формуванні фотоадуктів. Припускають, що його використання може призвести до вищої ефективності та скорочення часу лікування.
Фотохімічно реактивними центрами в псораленах є алкеноподібні подвійні зв'язки вуглець-вуглець у фурановому кільці (п'ятичленне кільце) і піроновому кільці (шестичленне кільце). При відповідній інтеркаляції поруч із піримідиновою основою, реакція фотоциклоприєднання з чотирма центрами може призвести до утворення одного з двох моноадуктів циклобутилового типу. Зазвичай фуранові моноадукти утворюються у більшій кількості. Фурановий моноадукт може поглинати другий УФ-А фотон, що призводить до другого чотирицентрового фотоциклоприєднання на піроновому кінці молекули і до утворення діадукту або перехресного зв'язку. Моноадукти пірона не поглинають в діапазоні УФ-А і, отже, не можуть утворювати перехресні зв'язки при подальшому опроміненні УФ-А.
Іншою важливою особливістю цього класу сполук є їх здатність генерувати синглетний кисень.
Дослідження псоралену історично зосереджувалися на взаємодії з ДНК і РНК (зокрема, утворення ICL). Проте, псорален блокує передачу сигналів рецептора ErbB2, який надмірно експресується при деяких агресивних типах раку молочної залози. Синтетична похідна бергаптену 5-(4-феноксибутокси)псорален може бути перспективним імунодепресантом, пригнічуючи специфічні калієві канали. Його структура запобігає інтеркаляції в ДНК та він дуже слабко виробляє синглетний кисень, значно знижуючи небажану токсичність і мутагенність in vivo. Це має значення для лікування різних аутоімунних захворювань (наприклад, розсіяного склерозу, діабету 1 типу та ревматоїдного артриту)
Також було з'ясовано, що псорален може проникати через плаценту людини. Клінічне значення цієї знахідки невідоме

### Структура
Більшість фуранокумаринів можна розглядати як похідні або псоралену, або ангеліцину. Псорален та його похідні часто називають лінійними фуранокумаринами, оскільки вони мають лінійну хімічну структуру. Важливі лінійні фуранокумарини включають ксантотоксин (також званий метоксаленом), бергаптен, імператорін і нодакенетин.
Структуру псоралену спочатку було встановлено шляхом ідентифікації продуктів його реакцій розпаду. Він демонструє звичайні реакції лактону кумарину (такі як розкриття циклу лугом з утворенням кумаринової кислоти або похідної кумаринової кислоти). Перманганат калію викликає окислення фуранового кільця, тоді як інші способи окислення утворюють фуран-2,3-карбонову кислоту.

### Синтез
Псорален важко синтезувати, оскільки умбеліферон зазнає заміни у 8-му положенні, а не в бажаному 6-му положенні. Бензофуран реагує переважно у фурановому кільці, а не в бензольному. Однак 7-гідроксипохідне 2,3-дигідробензофурану (також зване кумараном) піддається заміщенню в потрібному 6-положенні, що дозволяє подальший синтез кумаринової системи за допомогою реакції Гаттермана-Коха з подальшою конденсацією Перкіна з використанням оцтового ангідриду. Потім синтез завершується дегідруванням п'ятичленного кільця з утворенням фуранового кільця.

### Біосинтез
Псорален походить від кумаринів у шляху шикімату. Його біосинтез показаний на малюнку нижче. Ароматичне кільце в 6 активується в положеннях орто до гідроксильної групи та алкілюється 5 алкілуючим агентом. Диметилалільна група (7) потім піддається циклізації з фенольною групою з утворенням бергамотину (8). Це перетворення каталізується цитохром P-450-залежною монооксигеназою 17 (псорален-5-монооксигеназою), а також кофакторами (НАДФН) і молекулярним киснем.
Шлях біосинтезу, в якому утворюється псорален, показаний на малюнку нижче. Другий Р-450-залежний фермент монооксигеназа (псораленсинтаза) потім відщеплює 10 (у формі 11) від 8 до 1. Цей шлях не включає жодного гідроксильованого проміжного продукту, і розщеплення, як вважається, ініціюється радикальною реакцією.

## Аналіз структури нуклеїнових кислот
Псоралени можуть оборотно зшивати подвійні спіралі нуклеїнових кислот, і тому широко використовуються для аналізу взаємодій і структур ДНК і РНК.

## Псорален в Україні
Станом на 2024 рік препарати, що мають в своєму складі псорален, не зареєстровано згідно з Державним реєстром лікарських засобів України